# Праздники Мексики
В Мексике есть три основных вида праздников:
- Государственные праздники: празднуют по всей стране. Рабочие и студенты имеют право на оплачиваемые выходные.
- Гражданские праздники: празднуются по всей стране, но рабочие не имеют право на оплачиваемые выходные.
- Религиозные праздники: это традиционные праздники в честь религиозных мероприятий, таких как: Cтрастная неделя, Пасха, или День матери, День отца, День святого Валентина.

Día de la Independencia или Aniversario de la Independencia — день независимости Мексики от Испании, который празднуется 16 сентября. Это самый важный патриотический праздник, утвержденный законом. В этот день проводятся парады, и все школы закрыты.

## Государственные праздники (выходные)
Официальные праздники (в Мексике называются feriados или días de asueto) устанавливаются федеральным правительством и регулируются Федеральным трудовым законом (Ley Federal del Trabajo). Большинство работников, как государственных, так и частных, имеют право на выходной день с сохранением заработной платы.
Однако некоторые работодатели могут требовать от сотрудников выйти на работу в такой день. В этом случае работнику полагается:
- обычная зарплата за праздничный день, если он не работал

- обычная зарплата плюс две дополнительные дневные ставки, если он работал, то есть всего тройной оклад.

Если официальный праздник выпадает на воскресенье, праздничным считается следующий понедельник. Если праздник приходится на субботу, праздничным считается пятница.
| Дата        | Русское название                     | Испанское название                      | Описание                                                                        |
| ----------- | ------------------------------------ | --------------------------------------- | ------------------------------------------------------------------------------- |
| 1 января    | Новый год                            | Año Nuevo                               | Первый день в году                                                              |
| 5 февраля   | День конституции                     | Día de la Constitución                  | Празднуется обнародование конституции                                           |
| 21 марта    | День рождения Бенито Хуареса         | Natalicio de Benito Juárez              | -                                                                               |
| 1 мая       | День труда                           | Día del Trabajo                         | Учреждён в 1923 году. Посвящён борьбе мексиканских профсоюзов за права рабочих. |
| 16 сентября | День независимости                   | Día de la Independencia                 | Почтение памяти о начале войны за независимость.                                |
| 1 октября   | Изменение федерального правительства | Transmisión del Poder Ejecutivo Federal | Каждые шесть лет, после присяги президента.                                     |
| 20 ноября   | День революции                       | Día de la Revolución                    | Память о начале Мексиканской революции, организованной Франсиско Мадеро в 1910. |
| 25 декабря  | Рождество                            | Navidad                                 | Празднование рождества                                                          |

В дополнение, дни выборов тоже официальные праздники.

## Гражданские праздники
| Дата        | Русское название                                | Испанское название                       | Описание |
| ----------- | ----------------------------------------------- | ---------------------------------------- | --- |
| 19 февраля  | Мексиканский день армии                         | Día del Ejército                         | - |
| 24 февраля  | День флага                                      | Día de la Bandera                        | - |
| 18 марта    | -                                               | Aniversario de la Expropiación petrolera | - |
| 21 апреля   | Героическая оборона Веракруса                   | Heroica Defensa de Veracruz              | Почитают память защитников Веракруса от Соединенных Штатов в 1914 году.                                                          |
| 5 мая       | Пятое мая                                       | Cinco de Mayo                            | Национальный праздник Мексики в честь победы мексиканских войск в битве при Пуэбле 5 мая 1862 г. Также широко празднуется в США. |
| 8 мая       | День рождения Мигеля Идальго                    | Natalicio de Miguel Hidalgo              | День рождения Мигеля Идальго в 1753 году, инициатора борьбы за независимость Мексики.                                            |
| 1 июня      | Военно-морские силы Мексики                     | Día de la Marina                         | Празднуется день морского флота и морского гражданского транспорта.                                                              |
| 13 сентября | -                                               | Día de los Niños Héroes                  | - |
| 16 сентября | Крик Долорес                                    | Grito de Dolores                         | Начало войны за независимость Мексики. Совпадает с официальным Днём независимости.                                               |
| 27 сентября | Кульминация мексиканской войны за независимость | Consumación de la Independencia          | Празднует конец мексиканской войны за независимость в 1821.                                                                      |
| 30 сентября | День рождения Морелос                           | Natalicio de José Ma. Morelos y Pavón    | - |
| 12 октября  | День Колумба                                    | Descubrimiento de América                | Празднуется открытие Америки в 1492 году испанским мореплавателем Христофором Колумбом.                                          |
| 23 ноября   | Мексиканский день военно-морского флота         | Dia de la Armada de Mexico               | Отмечается захват крепости Сан-Хуан-де-Улуа в Веракрусе в 1825 году.                                                             |

## Религиозные и гражданские праздники (не выходные дни)
| Дата                    | Русское название             | Испанское название            | Описание |
| ----------------------- | ---------------------------- | ----------------------------- | --- |
| 6 января                | Богоявление                  | Día de los Reyes Magos        | Празднуется история библейского Нового Завета, в которой три мудреца, принесли подарки для ребенка Иисуса. |
| 14 февраля              | День святого Валентина       | Día de San Valentín           | День всех влюблённых. Назван в честь священника Валентина, венчавшего солдат с жёнами на войне. |
| 8 марта                 | Международный женский день   | Día Internacional de la Mujer | Не государственный праздник. |
| 30 апреля               | День детей                   | Día del Niño                  | Праздник всех детей по всей стране. Не государственный праздник. |
| 10 мая                  | День матери                  | Día de las Madres             | Праздник всех матерей в стране. Не государственный праздник. |
| 15 мая                  | День учителя                 | Día del Maestro               | Праздник всех учителей по всей стране. Не государственный праздник. |
| 23 мая                  | День студента                | Día del estudiante            | Праздник всех студентов по всей стране. Не государственный праздник. |
| Третье воскресенье июня | День отца                    | Día del Padre                 | Праздник всех отцов по всей стране. Не государственный праздник. |
| 1 ноября                | День всех святых             | Día de Todos los Santos       | Почитают умерших родственников и друзей (которым было меньше 18 лет и не состояли в браке) со свечами, едой, цветами и христианскими обрядами. |
| 2 ноября                | День всех душ (день мертвых) | Día de los Fieles Difuntos    | Почитают умерших родственников и друзей (которым было больше 18 лет, и которые состояли в браке) со свечами, едой, цветами и христианскими обрядами. |
| 12 декабря              | День Девы Марии Гваделупской | Día de la Virgen de Guadalupe | Празднуется первое явление Девы Марии Гваделупской на вершине холма Тепейак. |
| 16-24 декабря           | -                            | Las Posadas                   | Праздник посвящён библейской истории из Нового Завета о поисках Иосифом и Марией приюта в Вифлееме. Включает в себя процессии с зажжёнными свечами и остановки у различных рождественских вертепов. Дети разбивают пиньяты, а взрослые пьют понче. Многие предприятия устраивают посады — праздничные рождественские вечера для сотрудников в конце года. |
| 24 декабря              | Сочельник                    | Nochebuena                    | - |
| 25 декабря              | Рождество                    | Navidad                       | - |
| 28 декабря              | -                            | Día de los Santos Inocentes   | В этот день люди разыгрывают друг друга. Это аналог дня дураков в России, который празднуется 1 апреля. |
| 31 декабря              | Канун Нового года            | Víspera de Año Nuevo          | - |